# Kurt Becher
Kurt Becher (ur. 12 września 1909 w Hamburgu, zm. 8 sierpnia 1995 w Bremie) – SS-Standartenführer, pełnomocnik Adolfa Eichmanna do spraw deportacji Żydów z Węgier, zbrodniarz wojenny.

## Życiorys
Do roku 1942 pracował w niemieckim przedsiębiorstwie handlującym pszenicą. W lecie 1942 roku powołano go na szefa komisji zakupu broni dla SS. Później kierował Wydziałem Gospodarczym SS na Węgrzech, zajmującym się m.in. grabieżą mienia pożydowskiego. Podsunął Heinrichowi Himmlerowi plan wymiany Żydów na samochody ciężarowe a następnie uczestniczył w rokowaniach z przedstawicielami żydowskiej finansjery w sprawie oszczędzenia Żydów za wysoką odpłatnością. Znany m.in. z propozycji złożonej przedstawicielom gminy żydowskiej w Budapeszcie: w zamian za 10 tys. ciężarówek miał odstąpić od deportacji (w praktyce – zagłady w obozach koncentracyjnych) 1 mln Żydów, co wykorzystał po wojnie jako dowód „odcięcia” się od polityki ludobójstwa. Natomiast według historyka Artura Eisenbacha działania Bechera miały na celu uśpić opinię demokratyczną Stanów Zjednoczonych, szczególnie zaś winny były odwrócić uwagę ludności żydowskiej i wywołać wśród niej wrażenie, że odstąpiono rzekomo od dotychczasowej ludobójczej polityki.
Po zakończeniu wojny właściciel hurtowni "Kurt A. Becher" w Bremie.
W latach sześćdziesiątych jeden z najbogatszych ludzi w Niemczech, milioner.